# المار محرمف
المار محرمف (ترکی آذربایجانی: Elmar Məhərrəmov) شطرنج باز اهل جمهوری آذربایجان است. وی به عنوان مرد شطرنجی برای اولین بار در تاریخ شطرنج این کشور موفق به کسب درجه استادبزرگ شد.

## زندگی‌نامه
المار محرمف در ۱۰ آوریل سال ۱۹۵۸ به دنیا آمد.
وی در آخرین دوره مسابقه شطرنج شوروی حضور پیدا کرد. حال آنکه برنده مشترک رتبه اول با آرتاشس میناسیان شد، ولی در نتیجه تساوی‌شکنی حائز رتبه دوم گردید. در سال ۱۹۹۲، به عنوان اولین مرد شطرنج باز اهل جمهوری آذربایجان به درجه استادی‌بزرگ دست یافت.
المار محرمف در سال‌های متعاقب چند بازی دوستانه با آناتولی کارپف گذراند.
او از سابقه طولانی به عنوان مربی در طول کارنامه شطرنجی خود نیز برخوردار می‌باشد.
در کنار اینکه مدتی مربی تیم ملی شطرنج کشور تونس بود، مربیگری گری کاسپارف در قهرمانی سال ۱۹۸۴ شطرنج جهان و نیز مایا چیبوردانیدزه در قهرمانی شطرنج زنان جهان در سال ۱۹۹۱ را بر عهده داشت.
المار محرمف هم‌اکنون در امارات متحده عربی زندگی می‌کند. متأهل و دارای دو پسر است. علاوه بر شطرنج، علاقه خاصی به ریاضیات و موسیقی دارد.
«تیبور کارویلی» استاد بین‌المللی شطرنج اهل مجارستان فصل نهم کتاب «نابغه پشت پرده» خود را به‌طور کامل به المار محرمف اختصاص داده‌است.